# Chusquea spencei
Chusquea spencei är en gräsart som beskrevs av Adolf Ernst. Chusquea spencei ingår i släktet Chusquea och familjen gräs. Inga underarter finns listade i Catalogue of Life.